# Ferry Fukuoka II
Le Ferry Fukuoka II (フェリーふくおかII, Ferī Fukuoka II) est un ferry ayant appartenu à la compagnie japonaise Meimon Taiyō Ferry. Construit entre 2001 et 2002 aux chantiers Mitsubishi Heavy Industries de Shimonoseki, il est mis en service en octobre 2002 sur les liaisons reliant Ōsaka à Kitakyūshū, au nord-est de l'île de Kyūshū. Retiré du service en mars 2022, il est cédé à la compagnie sud-coréenne Seaworld Ferries. Rebaptisé Queen Mary 2 (coréen : 퀸메리2, Kwinmeli 2), il est employé depuis l'été sur les lignes reliant l'île de Jeju.

## Histoire

### Origines et construction
À l'aube des années 2000, la compagnie Meimon Taiyō Ferry souhaite standardiser la qualité de ses services sur les liaisons entre Ōsaka et l'île de Kyūshū. Malgré une mise en service remontant à 1989, les jumeaux Ferry Kyoto et Ferry Fukuoka présentent un trop grand écart avec les Ferry Osaka et Ferry Kitakyushu en ce qui concerne le confort des installations. Afin de proposer des prestations homogènes au sein de la flotte, la construction d'une nouvelle paire est décidée.
Conçus sur la base des sister-ships Ferry Osaka et Ferry Kitakyushu, les futurs navires reprennent dans leur ensemble les caractéristiques générales de leurs prédécesseurs tels que la cheminée unique ainsi qu'une disposition similaire des aménagements intérieurs. Avec une longueur arrêtée à 167 mètres, ils sont légèrement plus imposants mais disposent toutefois d'une capacité passagère inférieure. Intégrant quelques uns des derniers standards de la construction navale, leur système de propulsion est étudié de manière à réduire de 19% les émissions de CO2, ils font également partie des premiers navires à passagers du Japon à être équipé de dispositifs permettant de faciliter la circulation de personnes à mobilité réduite à bord. Devant succéder aux Ferry Kyoto et Ferry Fukuoka, ces deux navires sont baptisés Ferry Kyoto 2 et Ferry Fukuoka 2.
Commandé auprès des chantiers Mitsubishi Heavy Industries de Shimonoseki, le Ferry Fukuoka 2 est mis sur cale le 12 novembre 2001, quelques semaines après son sister-ship, et lancé le 14 juin 2002. Après trois mois et demi de finitions, il est livré à Meimon Taiyō Ferry dans le courant du mois d'octobre.

### Service

#### Meimon Taiyō Ferry (2002-2022)
Le Ferry Fukuoka 2 débute ses rotations entre Ōsaka et Kitakyūshū le 18 octobre 2002. Il rejoint son jumeau le Ferry Kyoto 2, inauguré le mois précédent et remplace au sein de la flotte l'ancien Ferry Fukuoka. Il se substitue également au Ferry Kitakyushu sur les départs du début de soirée.
En 2005, le navire et son jumeau connaissent quelques modifications consistant en l'ajout de plusieurs cabines au niveau de la partie avant.
Le 7 janvier 2007, alors que le Ferry Fukuoka 2 réalise sa manœuvre d'accostage à Ōsaka, de fortes rafales de vent le font dériver et heurter le Ferry Kitakyushu stationné à proximité.
À la fin de l'année 2015, en raison de l'arrivée du Ferry Kitakyushu II, le navire est transféré sur les départs de fin d'après-midi en remplacement du Ferry Kitakyushu. À l'occasion de la mise en service des nouveaux navires, les chiffres arabes dans les noms des Ferry Kyoto 2 et Ferry Fukuoka 2 sont remplacés par des chiffres romains.
Le 18 mars 2018, au cours d'une traversée entre Kitakyūshū et Ōsaka, l'équipage prévient les gardes-côtes de Kobe qu'un passager mal en point doit être évacué de toute urgence. Alors que le navire se trouve dans le détroit d'Akashi, la vedette Nunobiki des gardes-côtes s'approche afin de prendre en charge le passager, mais durant les opérations de transfert, le Ferry Fukuoka II heurte par l'arrière une bouée de la rive ouest du détroit, ce qui endommage ses hélices. Dans l'impossibilité d'évaluer l'étendue des dégâts, l'équipage doit attendre le lendemain pour que l'appareil propulsif soit inspecté par des plongeurs de la société Fukuda Salvage. Il en résultera que seule l'hélice tribord a subi des dommages en entraînant la chaîne de la bouée et que l'hélice bâbord semble toujours en bon état. Une fois le navire dégagé, celui-ci reprend sa route vers Ōsaka en ne fonctionnant que sur son seul moteur bâbord et arrive à destination plus de 25 heures après son départ de Kitakyūshū. En raison des dommages de l'hélice tribord, le navire est temporairement retiré du service afin d'être remis en état.
Le 28 mars 2022 dans la matinée, le Ferry Fukuoka II arrive à Shinmoji et achève sa dernière traversée pour le compte de Meimon Taiyō Ferry. Remplacé au sein de la flotte par le nouveau Ferry Fukuoka, le navire est revendu à la compagnie sud-coréenne Seaworld Ferries et quitte le Japon le 29 mars sous le nom de Queen Mary 2.

## Aménagements
Le Ferry Fukuoka II possède 8 ponts. Si le navire s'étend en réalité sur 10 ponts, deux d'entre eux sont inexistants au niveau des garages afin de permettre au navire de transporter du fret. Les locaux passagers occupent les ponts 5, 6 et 7 tandis que l'équipage loge à l'avant du pont 7. Les garages se situent sur les ponts 1, 2, 3 et 4.

### Locaux communs
Les aménagements du Ferry Fukuoka II se composent essentiellement d'un restaurant situé à l'arrière du pont 5 ainsi que des promenades intérieures, une grande terrasse extérieure sur les ponts 6 et 7 et des installations dédiées au divertissement sur le pont 5 telles qu'une salle d'arcade et une salle de jeux pour enfants. Le navire est également équipé sur le pont 5 de deux bains publics traditionnels japonais avec vue sur la mer (appelés sentō), l'un pour les hommes à tribord, l'autre pour les femmes à bâbord, ainsi que d'une boutique.

### Cabines
À bord du Ferry Fukuoka II, les cabines sont situées majoritairement sur le pont 6 mais également à l'avant du pont 5 et au milieu du pont 7. Ainsi, le navire est équipé de deux suites, de huit cabines Deluxe, de huit cabines de catégorie A de style japonais, 46 de style occidental, de 20 dortoirs équipés de couchettes et de 11 dortoirs équipés de futons.

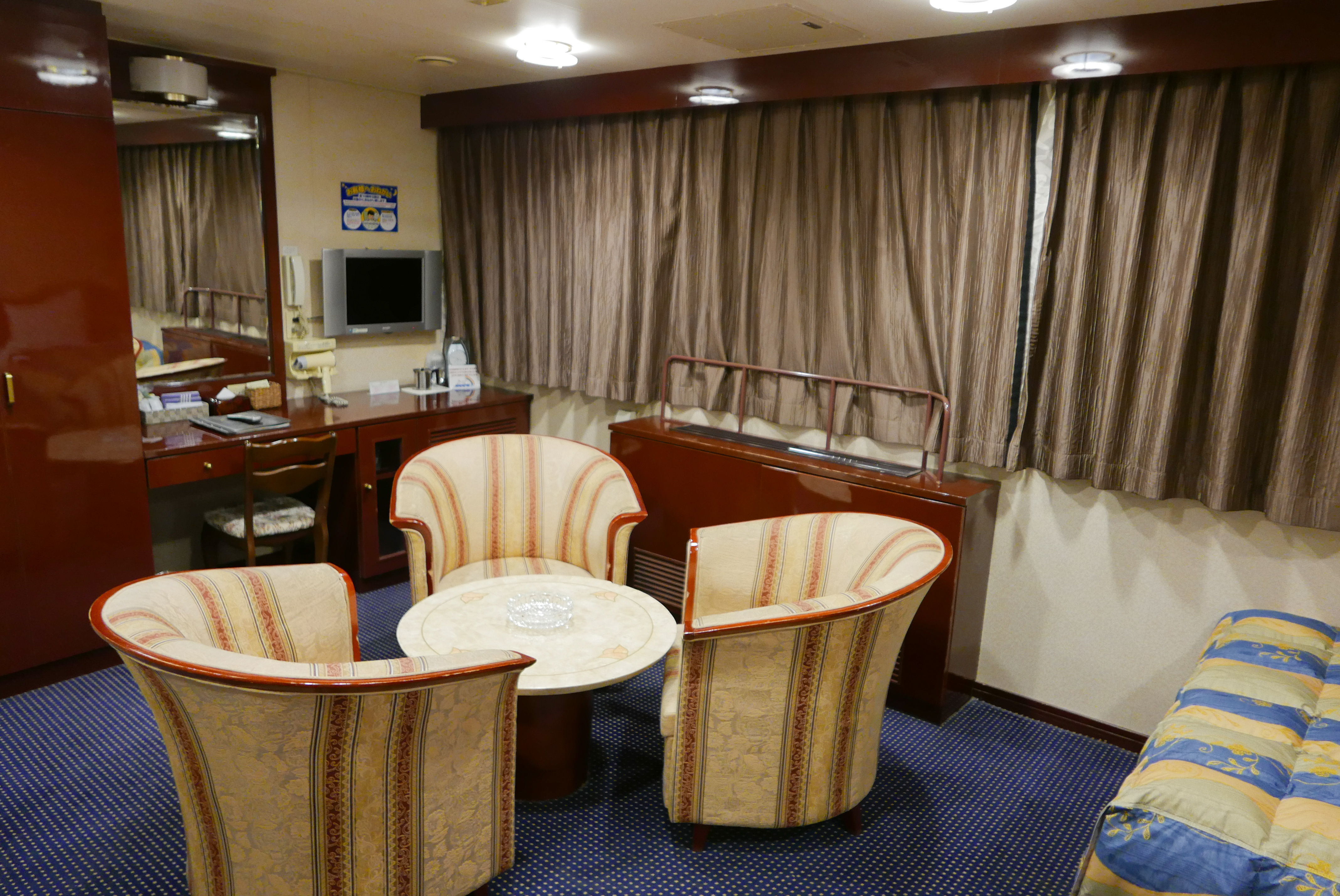
Une des deux suites du Ferry Fukuoka II.
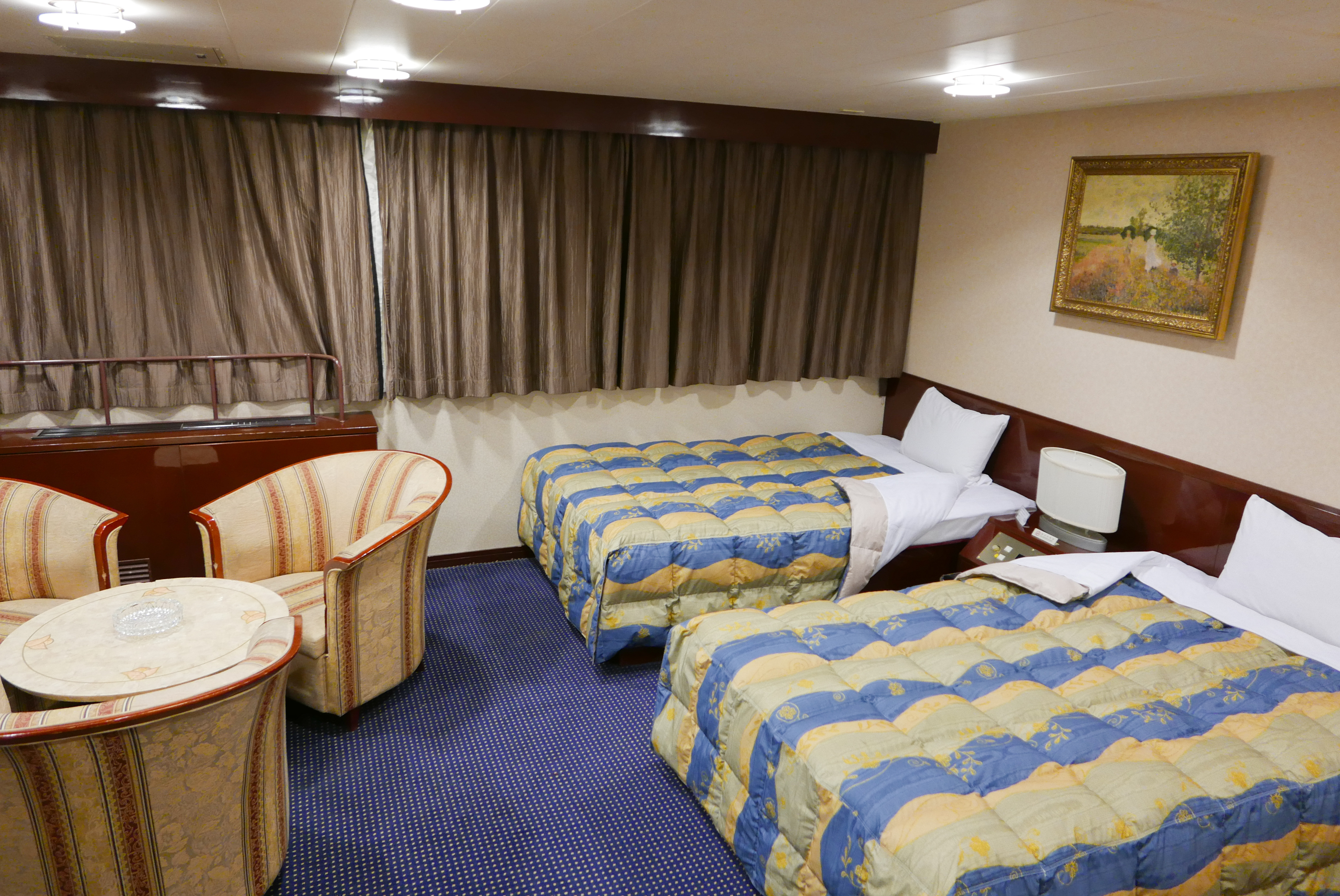

## Caractéristiques
Le Ferry Fukuoka II mesure 167 mètres de long pour 25.60 mètres de large, son tonnage est de 9 731 UMS (le tonnage des car-ferries japonais étant défini sur des critères différents, il est en réalité plus élevé). Il peut embarquer 697 passagers et possède un spacieux garage pouvant embarquer 180 remorques et 100 véhicules. Le garage est accessible par l'arrière au moyen d'une porte axiale mais aussi par l'avant à l'aide d'une porte rampe. Des accès menant au garage supérieur sont également présents. La propulsion du Ferry Fukuoka II est assurée par deux moteurs diesel JFE 18PC2-6V développant une puissance de 19 860 kW entrainant deux hélices à pas variables faisant filer le bâtiment à une vitesse de 23,2 nœuds. Il est aussi doté d'un propulseur d'étrave ainsi que d'un stabilisateur anti-roulis. Les dispositifs de sécurité sont essentiellement composés de radeaux de sauvetage mais aussi d'une embarcation semi-rigide de secours.

## Lignes desservies
Durant son exploitation sous les couleurs de Meimon Taiyō Ferry de 2002 à 2022, le Ferry Fukuoka II était affecté à la liaison entre Ōsaka et Kitakyūshū. Au début de sa carrière, il était positionné sur les traversées partant en début de soirée pour une arrivée à destination le lendemain matin. À partir de 2015, il assurait les rotations partant en fin d'après-midi pour une arrivée très tôt dans la matinée.